# Pycnophyllum holleanum
Pycnophyllum holleanum är en nejlikväxtart som beskrevs av Johannes Mattfeld. Pycnophyllum holleanum ingår i släktet Pycnophyllum och familjen nejlikväxter. Inga underarter finns listade i Catalogue of Life.